# Shalom Brune-Franklin
Shalom Brune-Franklin (* 18. August 1994 in St Albans, England) ist eine englisch-australische Schauspielerin mit einer mauritischen Mutter und einem aus Thailand stammenden Vater.

## Leben
Shalom Brune-Franklin wurde in St Albans, etwa 35 km nördlich von London, geboren und kam durch den Umzug ihrer Eltern im Alter von 15 Jahren nach Australien. Später zog sie zurück nach England, wo ihre Großeltern leben, und wegen des Lockdowns erneut nach Australien. Durch ihre Verwurzelung in zwei Ländern vermisst sie stets die ihr nahestehenden Menschen des anderen Landes: „When I’m in Australia, I miss my friends and family in England, and when I’m in England, I miss my friends and family in Australia.“ (deutsch „Wenn ich in Australien bin, vermisse ich meine Freunde und Familie in England, und wenn ich in England bin, vermisse ich meine Freunde und Familie in Australien.“).

## Filmografie (Auswahl)

### Filme
- 2017: OtherLife
- 2017: Thor: Tag der Entscheidung (Thor: Ragnarok)

### Serien
- 2016–2017: The Heart Guy (11 Episoden)
- 2017–2018: Eine Frau an der Front (Our Girl, 12 Episoden)
- 2019: Bad Mothers (Fernsehserie, 8 Episoden)
- 2020: Cursed – Die Auserwählte (Cursed, 9 Episoden)
- 2020: Road Kill (4 Episoden)
- 2021: Line of Duty (7 Episoden)
- 2021: Krieg der Welten (War of the Worlds, 2 Episoden)
- 2021–2023: Love Me (11 Episoden)
- 2022: The Tourist – Duell im Outback (The Tourist)
- 2023: Große Erwartungen (Great Expectations, 5 Episoden)
- 2024: Rentierbaby (Baby Reindeer, 4 Episoden)
- 2024: Dune: Prophecy (Miniserie)